# Colombé-le-Sec
Colombé-le-Sec település Franciaországban, Aube megyében. Lakosainak száma 155 fő (2022. január 1.). Colombé-le-Sec Colombé-la-Fosse, Lignol-le-Château, Rouvres-les-Vignes, Saulcy és Voigny községekkel határos.

## Népesség
A település népességének változása:
| Lakosok száma | 172  | 159  | 161  | 142  | 149  | 151  | 149  | 153  | 154  | 155  |
|               | 1968 | 1982 | 1990 | 2006 | 2013 | 2015 | 2017 | 2019 | 2020 | 2022 |